# ميغيل أنخيل كليمنت سولانو
ميغيل أنخيل كليمنت سولانو (بالإسبانية: Miguel Ángel Clemente Solano)‏ هو دراج إسباني، ولد في 19 ديسمبر 1969 في مرسية في إسبانيا.

## روابط خارجية
- ميغيل أنخيل كليمنت سولانو على موقع Paralympic.org (الإنجليزية)
- ميغيل أنخيل كليمنت سولانو على موقع اللجنة البارالمبية الإسبانية (الإسبانية)